# Zosteria venator
Zosteria venator är en tvåvingeart som beskrevs av Daniels 1987. Zosteria venator ingår i släktet Zosteria och familjen rovflugor. Inga underarter finns listade i Catalogue of Life.